# Cratere Mumtaz-Mahal
Mumtaz-Mahal  è un cratere sulla superficie di Venere. Deve il proprio nome a Mumtaz Mahal (in persiano ممتاز محل‎), Padshah Begum dell'imperatore moghul Shāh Jahān.